# Зисис Верос
Зисис Верос (на гръцки: Ζήσης Βέρρος) е гръцки революционер, агент от втори ред на гръцката въоръжена пропаганда в Македония от началото на XX век.

## Биография
Зисис Верос е роден в западномакедонското градче Авдела, тогава в Османската империя. Първоначалното си образование до пети клас получава в родния си град, след това учи в гръцката гимназия в Цотили, а от 1899 до 1900 година е гръцки учител в Авдела. Присъединява се към гръцката пропаганда като агент и информатор и си сътрудничи с Павлос Мелас. През 1905 година става нелегален и действа с четите на Лукас Кокинос, капитан Бруфас, Георгиос Цондос, Григорис Фалиреас и други. По-късно командва собствена чета от около 35 андарти и участва в над 16 битки. Участва в голямото сражение на Орлякас, в което се сражава с 55 души срещу османски войски. Участва в нападенията на българските села Осничани и Палеор.
След Младотурската революция от юли 1908 година се легализира и се установява да живее в Гревена, но по-късно е принуден да напусне от младотурския режим.
През 1941 г. е арестуван от германските окупатори и седи в затвора две години. Семейството му участва в съпротивителните движения – синът му Костас е в ЕЛАС, четирите му дъщери в ЕАМ и ЕПОН. По време на Гражданската война Верос е преследван и затворен за две години в Кожани.
Умира през 1985 година на 105-годишна възраст. Оставя спомени за Македонската борба, получава ордени и награди, а всяка година на 16 август в Авдела се провежда фестивал на негово име.